# Léandre Grandmoulin
Léandre Joseph Ghislain Grandmoulin (Terhulpen, 12 november 1873 – Ukkel, 10 maart 1957) was een Belgisch beeldhouwer.

## Leven en werk
Léandre Grandmoulin was een zoon van landbouwer Sebastien Jacques Auguste Grandmoulin en Hortense Elise Marie Art. Hij studeerde aan de Koninklijke Academie voor Schone Kunsten van Brussel (1892-1899), als leerling van Charles Van der Stappen. Hij werkte vervolgens als uitvoerder voor Victor Rousseau, Égide Rombaux en Constantin Meunier. Van 1922 tot zijn pensioen in 1953 gaf hij les aan de Academie in Sint-Gilles. 
De beeldhouwer maakte bustes, figuren, gedenktekens en reliëfs, waarbij hij een evenwicht zocht tussen traditie en moderne kunst. Over zijn inspiratie schreef hij: "Geen enkele inspiratiebron is mij onverschillig, behalve in het portret, waar ik alleen mijn personage omzet, dat mij de sleutel tot de psychologie geeft door het schouwspel van zijn plastische vorm." In 1920 was hij met onder anderen Emile Lecomte en Joseph Witterwulghe oprichter van het Uccle Centre d'Art, hij was daarnaast lid van de kunstkringen Labeur, L'Art Libre en Pour L'Art. Hij nam onder meer deel aan de internationale tentoonstelling in Brussel (1897), diverse salons in Antwerpen en Brussel, de wereldtentoonstelling in Brussel (1910) en de biënnale van Venetië (1920). Hij behaalde de tweede plaats bij de Prix de Rome in 1900 en maakte een studiereis naar Italië. Voor zijn Gehurkte vrouw, een voorstudie voor het Lambermont-monument, behaalde hij een zilveren medaille op de internationale tentoonstelling in Brussel (1910). In 1936 nam hij met de reliëfs Le Football en Le lancement du poids, die hij maakte voor Jubelstadion in Brussel, deel aan de beeldhouwkunstwedstrijden op de Olympische Zomerspelen in Berlijn. De andere Belgische deelnemers waren Jules Bernaerts, Jean Boedts, Jean Collard, Alphonse De Cuyper, Godefroid Devreese, Jules Heyndrickx, Fons Huylebroeck, Maurice Jansegers, Willy Kreitz, Frans Lamberechts, Charles Samuel, Louis Van Cutsem, Marcel Van de Perre, Georges Vandevoorde en Paul Wissaert.
Léandre Grandmoulin overleed op 83-jarige leeftijd. In Ukkel werd de Léandre Grandmoulindreef naar hem vernoemd.

## Enkele werken
- 1900-1904 Armenzorg, allegorisch beeld op de kroonlijst van de voorgevel van het gemeentehuis van Sint-Gillis.
- 1902 Stille overdenking, collectie Museum van Elsene.
- 1912 monument voor Auguste Lambermont (1819-1905), Lambermontplaats, Antwerpen. In samenwerking met architect F. Van Holder. Het monument werd onthuld in aanwezigheid van koning Albert en koningin Elisabeth.[7]
- 1914-1918 buste van Pieter Braecke. Het KMSK kocht in 1921 een bronzen exemplaar van het werk.
- ca. 1918 treurende vrouw voor het graf van Fernand Mathieu (1894-1918) op de begraafplaats van Elsene.
- 1920 l’Athlète victorieux, bronzen beeldje dat werd uitgereikt aan winnaars van de Olympische Zomerspelen 1920 in Antwerpen.
- 1920 Beduchtheid, collectie Koninklijk Museum voor Schone Kunsten Antwerpen. Het marmeren beeld werd gekocht van Grandmoulin op de Driejaarlijkse Tentoonstelling Antwerpen.
- 1925 Monument voor de doden van 1914-1918, Heldenplein/De Frélaan, Ukkel.
- 1928 Clementie, bas-reliëf voor het justitiepaleis in Leuven.
- 1929 buste van O. Dierickx.
- 1930 reliëfs voor het Jubelstadion op de Heizel in Brussel.
- 1930 relief in het linker hoekrisaliet van het Gerechtsgebouw in Leuven. Het reliëf rechts werd gemaakt door Frans Huygelen.
- beeld van René Lyr in Couvin. Geplaatst in 1967 ter vervanging van een eerder beeld van Auguste Puttemans (1960), dat werd gestolen.

## Fotogalerij

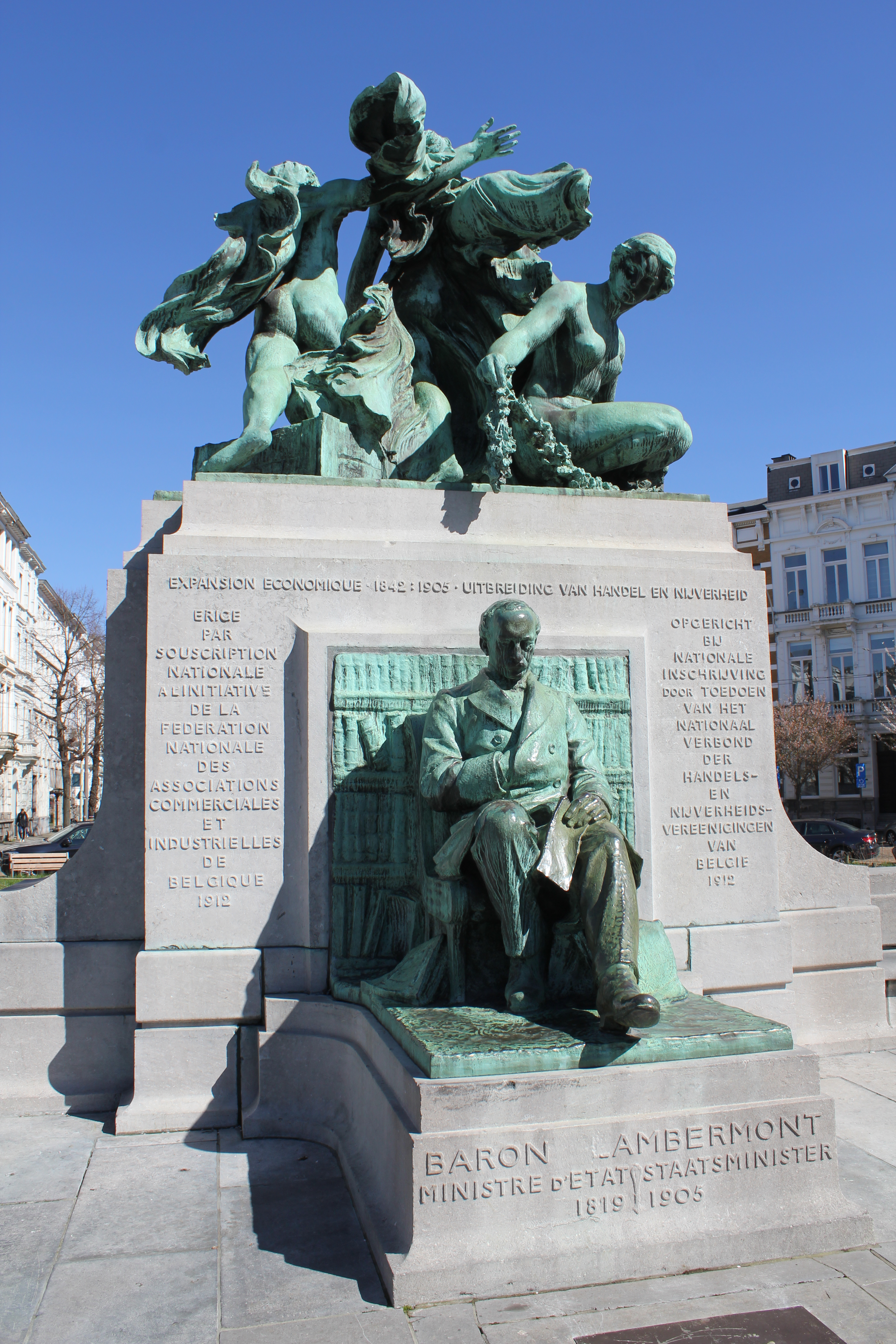
Lambermontmonument (1912), Antwerpen
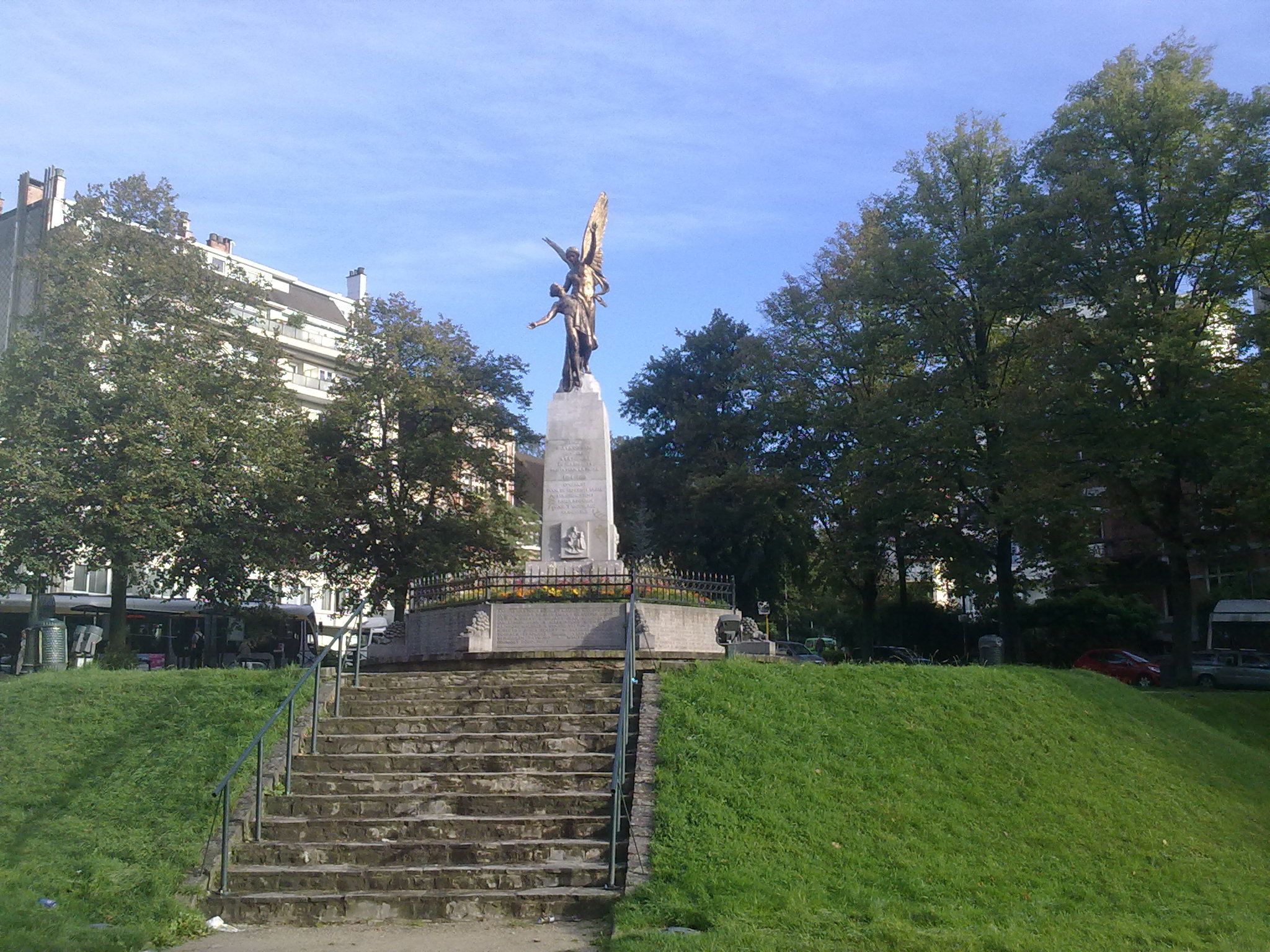
Monument voor de doden van 1914-1918 (1925), Ukkel

- Gemeinsame Normdatei: 1058715739
- International Standard Name Identifier: 0000 0000 7086 3160
- RKD-Nederlands Instituut voor Kunstgeschiedenis: 33312
- Union List of Artist Names: 500197512
- Virtual International Authority File: 96697438
- WorldCat: E39PBJxcVWQthrqwRFhrbKwjYP